# Marco Polo (opera)
Marco Polo är en opera med musik av Tan Dun och text av Paul Griffiths.

## Historia
Tan Dun föddes i Kina 1957 och flyttade till USA 1986. Operan har han själv beskrivit som en "opera-i-operan" och bygger på Marco Polos resor till Kina. Verket hade premiär den 7 maj 1996 i München.

## Om verket
Figuren Marco Polo är delad i två personer: "Marco" resenären/äventyraren sjungs av en mezzosopran och "Polo" det inre jaget/minnet sjungs av en tenor. Verket börjar med en fanfar på kinesiska slagverk (indikerande att reglerna för traditionell operaskapande är upphävd) och sedan följer en serie av tablåer som alla får lokalfärg av de instrument som medverkar. Sitar och tabla indikerar att handlingen har förflyttats till öknen, tibetanska horn och gongar att vi befinner oss uppe på Himalaya. Under färden träffar Marco och Polo på ett flertal historiska figurer inom litteratur och musik: Dante Alighieri, William Shakespeare, Scheherazade, Sigmund Freud, John Cage, Gustav Mahler, Li Po och Kublai Khan. Dessa avsnitt presenteras i en abstrakt stil liknande Pekingopera. Invävda i dessa avsnitt är den riktige Marco Polos resor som återges med västerländsk operastil.

## Personer
- Minnet: Polo (tenor)
- Jag 1: Marco (mezzosopran)
- Jag 2: Kublai Khan (bas)
- Naturen: Vattnet (sopran)
- Skugga 1: Rustichello/Li Po (tenor)
- Skugga 2: Scheherazade/Mahler/Drottning (mezzosopran)
- Skugga 3: Dante/Shakespeare (baryton)

## Handling
Varken librettisten Paul Griffiths eller Tan Dun använder sig av numrerade akter.
I: Tidsreseboken: Vinter
Marco, den fysiske mannen, är redo att berätta sin historia. Polo, minnets röst, är också närvarande. Dante leder Marco och Polo på deras resa från Venedig medan en kör sjunger ordet "resa" på många språk. Utanför scenen förbereder även Kublai Khan en resa.
II: Tidsreseboken: Vår
Resan börjar om. När Marco tar första steget kliver han i havet där han möter Vattnet, som lovar ledsaga honom. Polo och Dante erinrar sig havets olika betydelser. Slutligen når de fram till en basar där faror hotar.
III: Tidsreseboken: Sommar
I öknen dansar Scheherazade för att förföra Polo. Vattnet protesterar och de två kvinnorna bråkar. Kublai Khan anländer då resan når Himalayas bergstoppar. Vattnet och Marco sjunger tillsammans då plötsligt en nunna inträder och binder Marco och Polo med en silkessjal. Polo undrar vad detta ska betyda. Sakta tornar en stor mur upp sig. Medan Polo är tyst kämpar Marco för att förstå.
IV: Tidsreseboken: Höst
Allting blir svart. Marco och Polo har överlevt katastrofen tillsammans med Kublai Khan, Vattnet och De tre skuggorna. Marco/Polo frågas ut av de andra. Plötsligt är de tillbaka vid muren. Kublai Khans resa är slut, han är nu sig själv. Hans rike sträcker sig över hela världen och alla, inklusive Marco/Polo, besjunger faktumet. Polo bryter sig ur kören och tittar på Marco för att han ska göra något. Marco bryter igenom muren.